# حفار الساق
حفار الساق هو عثة بيضاء على جناحيها الأماميين بقع زرقاء غامقة كثيرة ومبعثرة كما توجد على الصدر المغطى بالوبر الأبيض ست بقع زرقاء متتابعة. هناك فارق بين حجمي الأنثى والذكر، فالأنثى تبدو أكبر حجماً مع قرون استشعار خيطية. وطولها يراوح بين 5-6 سم والذكر أصغر حجماً مع قرون استشعار نشيطة يتراوح طوله بين 3.5 – 4 سم بين طرفي الجناح.